# Gobernador Costa (Chubut)
Gobernador Costa es la localidad más poblada del departamento Tehuelches, provincia del Chubut, Argentina.
Se sitúa a 200 km de la ciudad de Esquel, a través de la Ruta Nacional 40 sobre la margen norte del Valle Genoa.

## Toponimia
Homenajea al que fuera gobernador de la provincia del Chubut en el periodo 1924-1925 Manuel Costa.

## Historia
Para 1905 diversos comercios se fundaron, entre ellos, la casa de comercio “La Casa Blanca” o almacén de los suecos. Era propiedad de uno de los primeros pobladores de la localidad, Oscar Lundqwist. Este cerró sus puertas en 1914.
Al pie del cerro Teta en 1924, se encontraban los antiguos edificios de Comisaría, Juzgado de Paz, Oficina de Correos, y según el Artículo 3° del expediente 220.198/42, registrado bajo el N.º 176 Letra I, se aprueba de fecha 5 de noviembre de 1930 de la gobernación del Chubut, creando la Comisión de Fomento de Gobernador Costa, asignándosele como ejido la superficie no mayor de 8000 hectáreas. En el año 1937, por decreto N.º 106.452 del Poder Ejecutivo Nacional, ejercido por José. E. Uriburu, fechado el 26 de mayo de ese año, dispuesto “Se llama Gobernador Costa la población formada en el lote 53 de la colonia San Martín del Territorio Nacional del Chubut”. El pueblo se levantó sobre las tierras del señor Florencio Petriz, debidamente loteadas.

## Población
Contaba con 2374 habitantes (Indec, 2010), lo que representó un incremento del 15% frente a los 1958 habitantes (Indec, 2001) del censo anterior. La población se compuso de 1.255 varones y 1.119 mujeres, lo que arrojó un índice de masculinidad del 112.15%.
En tanto, las viviendas pasaron de ser 629 a 983.
En el censo 2022 la localidad mantuvo su ritmo de crecimiento con 2696 habitantes y 1269 viviendas.
| Gráfica de evolución demográfica de Gobernador Costa entre 1991 y 2022 |
|                                                                        |
| Fuente: Censos nacionales del INDEC                                    |

## Turismo
El conglomerado urbano ofrece todos los servicios necesarios para el turista y la posibilidad de disfrutar de algunas sorpresas: el Centro Artesanal, en el que también funciona la oficina de informes turísticos, permite encontrarse con productos elaborados por los lugareños y que trabajan materiales como la madera; lana; cerámica y piedras semipreciosas. El Museo Regional por su parte cuenta la historia de la región a través de colecciones fotográficas y de diferentes piezas.
Asentada sobre el Valle del arroyo Genoa, ostenta tierras aptas para la ganadería y la agricultura. Los campos recorridos por equinos y cabras son una postal común que le otorga dinamismo a los bellos paisajes de este rinconcito chubutense, que se combinan con el verde característico de la estepa. Es sede de la Fiesta Provincial del Caballo.
Recordando a los habitantes originarios de estas tierras, un yacimiento de pinturas rupestres es un paseo al aire libre emocionante; el Lago Azul hace honor a su nombre sorprendiendo con la intensidad del color de sus aguas, la frondosidad de la vegetación, y las postales que lo rodean.

## Economía
Las actividades económicas que se llevan adelante son las de servicios, pero la actividad económica principal sigue siendo la ganadería ovina.

## Clima
El clima de la localidad de Gobernador Costa se caracteriza por ser severo de tipo continental, con varios meses dominados por el intenso frío, grandes nevadas y heladas frecuentes. Los veranos son suaves y los inviernos extremos, en donde las temperaturas mínimas absolutas que se alcanzan bajan hasta los -22 °C bajo cero (Periodo 1961 - 1980). La media anual es de 7,8 °C, la temperatura mínima media es de 1,3 °C y la temperatura máxima media es de 19,9 °C.
| Parámetros climáticos promedio de Gobernador Costa - Normales : 1961-1980 - Extremos : 1961-1980 | Parámetros climáticos promedio de Gobernador Costa - Normales : 1961-1980 - Extremos : 1961-1980 | Parámetros climáticos promedio de Gobernador Costa - Normales : 1961-1980 - Extremos : 1961-1980 | Parámetros climáticos promedio de Gobernador Costa - Normales : 1961-1980 - Extremos : 1961-1980 | Parámetros climáticos promedio de Gobernador Costa - Normales : 1961-1980 - Extremos : 1961-1980 | Parámetros climáticos promedio de Gobernador Costa - Normales : 1961-1980 - Extremos : 1961-1980 | Parámetros climáticos promedio de Gobernador Costa - Normales : 1961-1980 - Extremos : 1961-1980 | Parámetros climáticos promedio de Gobernador Costa - Normales : 1961-1980 - Extremos : 1961-1980 | Parámetros climáticos promedio de Gobernador Costa - Normales : 1961-1980 - Extremos : 1961-1980 | Parámetros climáticos promedio de Gobernador Costa - Normales : 1961-1980 - Extremos : 1961-1980 | Parámetros climáticos promedio de Gobernador Costa - Normales : 1961-1980 - Extremos : 1961-1980 | Parámetros climáticos promedio de Gobernador Costa - Normales : 1961-1980 - Extremos : 1961-1980 | Parámetros climáticos promedio de Gobernador Costa - Normales : 1961-1980 - Extremos : 1961-1980 | Parámetros climáticos promedio de Gobernador Costa - Normales : 1961-1980 - Extremos : 1961-1980 |
| Mes                                                                                              | Ene.                                                                                             | Feb.                                                                                             | Mar.                                                                                             | Abr.                                                                                             | May.                                                                                             | Jun.                                                                                             | Jul.                                                                                             | Ago.                                                                                             | Sep.                                                                                             | Oct.                                                                                             | Nov.                                                                                             | Dic.                                                                                             | Anual                                                                                            |
| ------------------------------------------------------------------------------------------------ | ------------------------------------------------------------------------------------------------ | ------------------------------------------------------------------------------------------------ | ------------------------------------------------------------------------------------------------ | ------------------------------------------------------------------------------------------------ | ------------------------------------------------------------------------------------------------ | ------------------------------------------------------------------------------------------------ | ------------------------------------------------------------------------------------------------ | ------------------------------------------------------------------------------------------------ | ------------------------------------------------------------------------------------------------ | ------------------------------------------------------------------------------------------------ | ------------------------------------------------------------------------------------------------ | ------------------------------------------------------------------------------------------------ | ------------------------------------------------------------------------------------------------ |
| Temp. máx. abs. (°C)                                                                             | 35.4                                                                                             | 34.5                                                                                             | 33.2                                                                                             | 25.1                                                                                             | 21.3                                                                                             | 19.0                                                                                             | 15.4                                                                                             | 19.7                                                                                             | 23.0                                                                                             | 26.7                                                                                             | 29.0                                                                                             | 30.0                                                                                             | 35.4                                                                                             |
| Temp. máx. media (°C)                                                                            | 27.5                                                                                             | 27.9                                                                                             | 24.9                                                                                             | 20.1                                                                                             | 16.0                                                                                             | 12.8                                                                                             | 10.6                                                                                             | 13.8                                                                                             | 17.1                                                                                             | 21.0                                                                                             | 23.0                                                                                             | 24.5                                                                                             | 19.9                                                                                             |
| Temp. media (°C)                                                                                 | 13.3                                                                                             | 13.1                                                                                             | 11.3                                                                                             | 8.2                                                                                              | 5.3                                                                                              | 1.7                                                                                              | 1.4                                                                                              | 2.9                                                                                              | 5.0                                                                                              | 7.9                                                                                              | 10.5                                                                                             | 12.5                                                                                             | 7.8                                                                                              |
| Temp. mín. media (°C)                                                                            | 6                                                                                                | 5.1                                                                                              | 3.7                                                                                              | 1.3                                                                                              | -0.3                                                                                             | -3.1                                                                                             | -3.3                                                                                             | -1.9                                                                                             | -0.8                                                                                             | 1.0                                                                                              | 3.5                                                                                              | 5.0                                                                                              | 1.3                                                                                              |
| Temp. mín. abs. (°C)                                                                             | -3.2                                                                                             | -4.5                                                                                             | -9.3                                                                                             | -10.8                                                                                            | -14.4                                                                                            | -18.9                                                                                            | -21.7                                                                                            | -15.1                                                                                            | -14.3                                                                                            | -8.2                                                                                             | -5.6                                                                                             | -4.1                                                                                             | -21.7                                                                                            |
| Precipitación total (mm)                                                                         | 5                                                                                                | 5                                                                                                | 14                                                                                               | 14                                                                                               | 18                                                                                               | 24                                                                                               | 25                                                                                               | 25                                                                                               | 10                                                                                               | 9                                                                                                | 10                                                                                               | 9                                                                                                | 168                                                                                              |
| Humedad relativa (%)                                                                             | 50.0                                                                                             | 52.5                                                                                             | 55.5                                                                                             | 62.0                                                                                             | 69.0                                                                                             | 75.5                                                                                             | 72.5                                                                                             | 70.5                                                                                             | 63.0                                                                                             | 59.0                                                                                             | 55.5                                                                                             | 54.0                                                                                             | 61.6                                                                                             |
| Fuente: SMN: Estación Meteorológica Gobernador Costa - Período 1961 -1980 promedio 1961-1980     |                                                                                                  |                                                                                                  |                                                                                                  |                                                                                                  |                                                                                                  |                                                                                                  |                                                                                                  |                                                                                                  |                                                                                                  |                                                                                                  |                                                                                                  |                                                                                                  |                                                                                                  |

## Geografía
El pueblo está rodeado de numerosas elevaciones que le dan un paisaje diferenciado.  Uno de los cerros más importantes con los que cuenta esta localidad, es el “Cerro La Teta” de origen glaciar, y el cordón “La Vertiente”, que posee una altura de 400 m aproximadamente.

## Imágenes

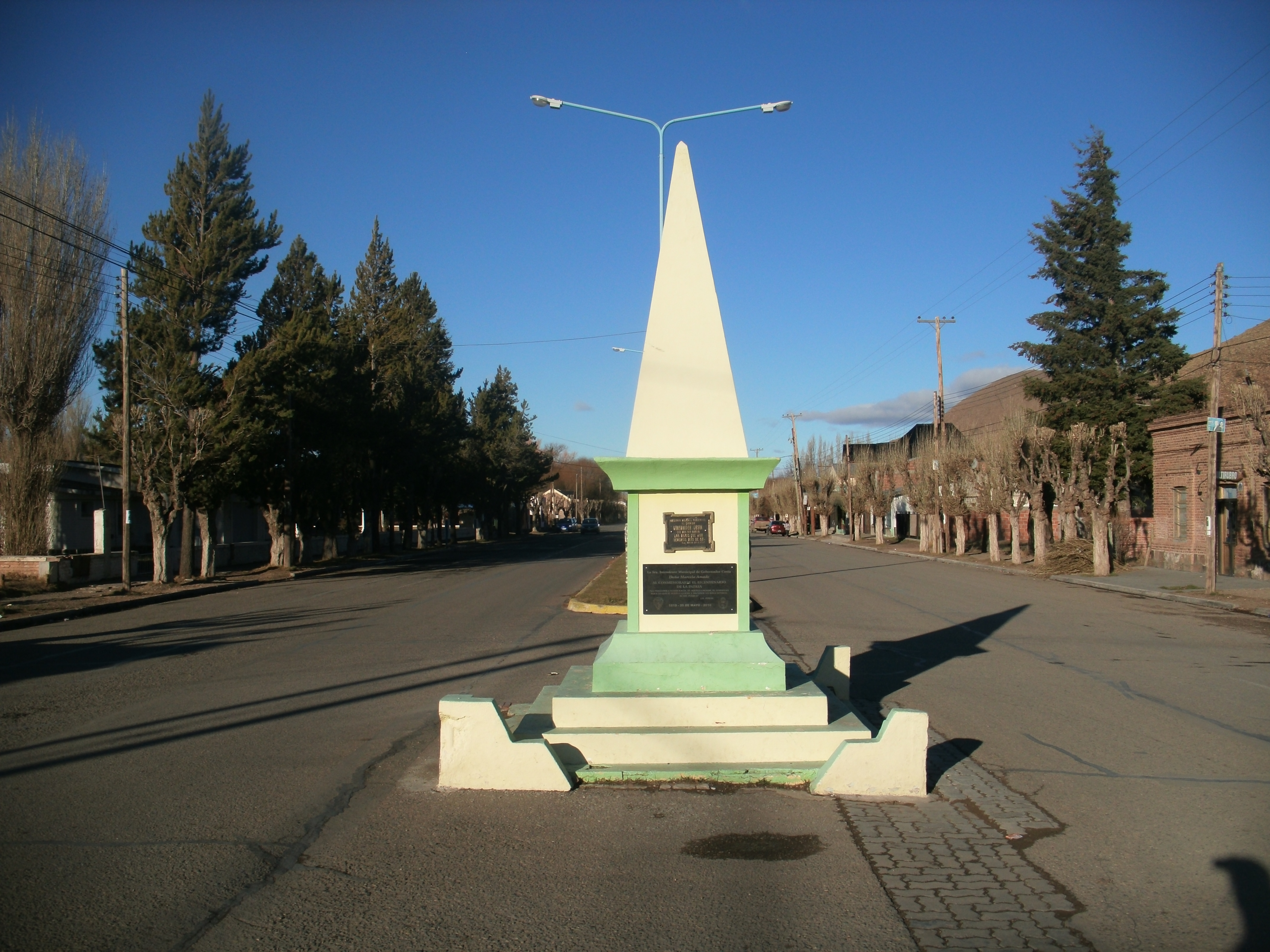
Monumento que conmemora el Bicentenario
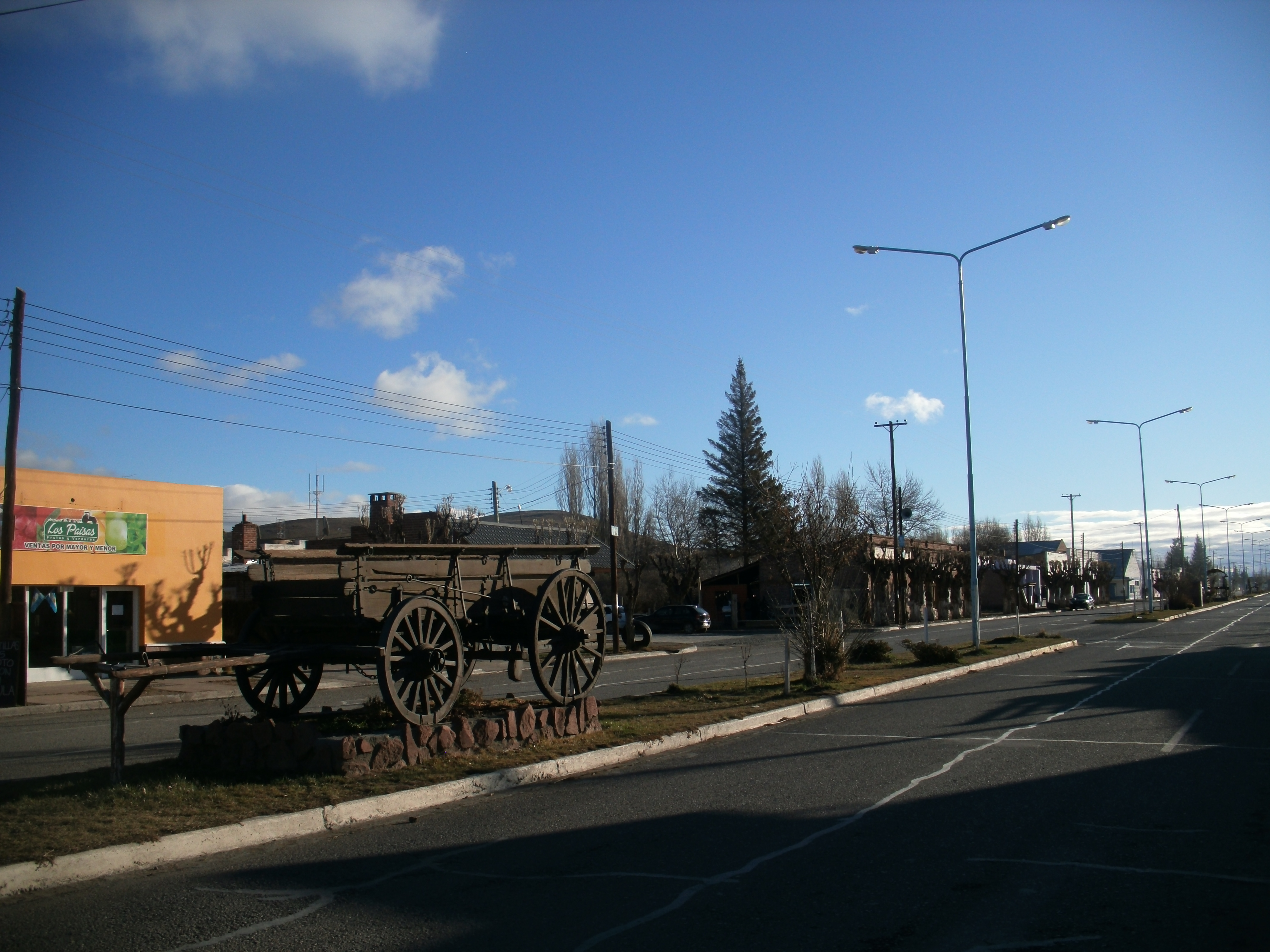
Monumento al carrero patagónico
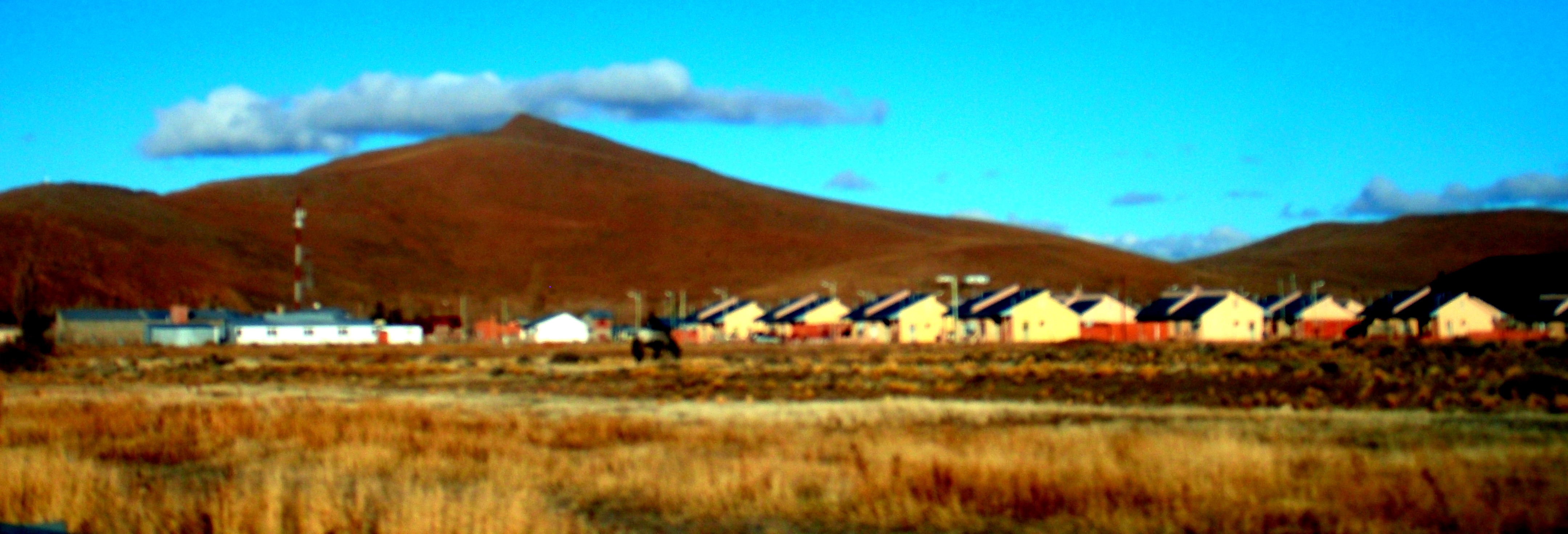
Una geografía de sierras rodea al poblado